# هان دونگ گون
هان دونگ گون (انگلیسی: Han Dong-geun؛ زادهٔ ۹ مهٔ ۱۹۹۳) خواننده اهل کره جنوبی است. وی از سال ۲۰۱۴ میلادی تاکنون مشغول فعالیت بوده‌است.